# Музеон (парк)
Парк искусств «Музеон» — музей скульптуры под открытым небом в Москве, крупнейший в России. В парке установлено 656 работ. В коллекции Музеона представлены монументы вождей 1930—1950-х годов, памятники эпохи соцреализма и бюсты Героев Социалистического Труда, а также работы скульпторов-авангардистов. Они расположены вдоль аллеи и на газонах, доступ к которым не ограничен: посетители музея свободно гуляют среди скульптур, прикасаются к ним и фотографируются.
Парк искусств находится в нижней части поймы Москвы-реки, он ограничен Крымским валом, набережной Москвы-реки и Мароновским переулком. Объединение ЦПКиО им. М. Горького и Музеона обсуждали с 2014 года — в октябре 2015 года парк искусств стал составной частью Парка Горького.

## История
В 1965-79 гг. в ходе строительства Дома художника постепенно сносилась застройка начала XX века (городские усадебки и доходные дома) 2-го Бабьегородского, Мароновского, а затем и 1-го Бабьегородского переулков, а также Крымской набережной. В 1980-е годы вокруг ЦДХ были высажены деревья и территория стала парком. После событий 1991 года по всей стране демонтировали памятники советских деятелей, которые впоследствии свезли в парк и хаотично уложили на землю. Администрация Музеона считает, что дефекты и сколы на памятниках того времени тоже являются памятником эпохи. Среди подобных экспонатов памятник Владимиру Ленину, Иосифу Сталину, Феликсу Дзержинскому и работы скульпторов Евгения Вучетича, Сергея Меркурова, Веры Мухиной, Юрия Орехова, Зиновия Виленского.
Существование этого «склада» привело к постановлению о создании Музея скульптуры под открытым небом, подписанного мэром Москвы Юрием Лужковым 24 января 1992 года.
Первым генеральным директором Музеона стал инженер и театральный деятель Михаил Михайлович Пукемо. По его инициативе парк переименовали в Государственное объединение музейной, концертной и выставочной работы Музеон. Михаил Пукемо заложил основу сегодняшней коллекции, которая включает произведения Олега Комова, Иосифа Чайкова, Владимира Буйначева, Дмитрия Тугаринова, Алексея Григорьева, Олега Уварова, Михаила Дронова, Галины Глызиной, Ольги Карелиц, Евгения Чубарова, Александра Рукавишникова.
В 1995 году к пятидесятилетию Победы в Музеоне установили экспозицию на военную тему, которая включала скульптуры «Стоять насмерть» Евгения Вучетича, «Разоружение» Олега Кирюхина, «Танковый десант» Владимира Дронова, «Требуем мира» Веры Мухиной и др. В 1998 году в парке возник отдел, посвященный сталинским репрессиям, затем появились разделы современной скульптуры и детский.
С 1995 года в Музеоне ежегодно проводятся скульптурные симпозиумы по дереву и камню, где принимают участие скульптуры из России, Украины, Грузии, Азербайджана и других стран.

## Известные скульптуры и памятники
Территория парка разбита на тематические зоны, каждая из которых демонстрирует определённый отрезок истории российской и советской скульптуры XX века. В коллекции присутствуют работы советских скульпторов Евгения Вучетича, Веры Мухиной, Сергея Меркурова и Залмана Виленского. Уникальны скульптуры шестидесятников: «Жертвы репрессий» Евгения Чубарова, работы Алексея Григорьева и Леонида Рабинса.

### Памятник Дзержинскому
Памятник Феликсу Дзержинскому — работа скульптора Евгения Вучетича и архитектора Григория Захарова, который воздвигли в 1958 году на Лубянской площади, а 22 августа 1991 года после провала ГКЧП памятник весом 11 тонн свергли с постамента, вывезли с площади и бросили рядом с Центральным домом художника, который является частью Третьяковской галереи и соседствует с Музеоном.
В 2014 году памятник отреставрировала дирекция заказчика жилищно-коммунального хозяйства и благоустройства ЦАО. В 2017 году ветераны Управления Федеральной службы безопасности по Кировской области предложили перенести монумент в Киров и установить его во дворе городского клуба ветеранов. Свою инициативу они объяснили вкладом Дзержинского в развитие советской республики. Кировская городская дума согласовала установку памятника, это предложение поддержали профсоюзные и общественные организации, спортивное общество «Динамо» и др. Предполагалось, что деньги на установку памятника выделит издательский дом «Крепостновъ», однако предполагаемый перенос не состоялся.

### Памятник Иосифу Сталину
Памятник Иосифу Сталину скульптора Сергея Меркурова выполнен из розового гранита. Эта скульптура — уменьшенная копия памятника, который был установлен на канале имени Москвы в районе Дубны. Копию представляли в экспозиции СССР на Всемирной выставке 1939 в Нью-Йорке. После окончания форума скульптуру вернули в Москву и установили в Парке им. Сталина (сейчас известен как Измайловский парк).
Во время хрущёвской оттепели памятник демонтировали, а на его место поставили скульптуру Владимира Ленина. Памятник сохранился, но был серьёзно поврежден: у него нет носа и отколоты ступни. В таком виде в 1991 году его установили в Музеоне.
В 1998 году вокруг памятника Сталину скульптор Евгений Чубаров создал композицию «Жертвы тоталитарного режима» и передал её Музеону: 283 высеченных из камня головы, которые уложены в огромную стену-решётку. Они символизируют репрессированных односельчан Чубарова.

### Памятник Горькому
Проект памятника Максиму Горькому был создан скульптором Иваном Шадром в 1939 году. Только в 1951 году Вера Мухина завершила проект памятника, и он был установлен на площади Белорусского вокзала. Во время реконструкции площади, 16 декабря 2005 года, памятник демонтировали, чтобы расчистить место для строительства транспортной развязки. Его временно разместили (в горизонтальном положении) в Парке искусств. Ошибки демонтажа и длительное пребывание в горизонтальном положении привели к появлению на памятнике нескольких дефектов, самый серьёзный из которых — трещина с левой стороны. После реставрации в 2007 году памятник удалось восстановить и установить вертикально. 30 июля 2017 года, после завершения реконструкции, памятник вернули на Тверскую заставу.

### Скульптурная композиция «Требуем мира»
Скульптура была создана в 1950 году Верой Мухиной. До 1994 года она располагалась на ВДНХ. После расширения проспекта Мира скульптуру передали в парк Музеон, куда она попала в неполном виде; ей не хватало половины элементов. В 2013 году «Требуем мира» отреставрировали и восстановили целостность памятника, который изображает шесть фигур: темнокожий, китаец и русский идут по поверженным знамёнам немецкой армии, сбоку расположены фигуры инвалида и матери с мертвым ребёнком на руках, а возглавляет шествие женщина, с руки которой слетает голубь — символ мира.

### Остальные работы
В Музеоне более 800 скульптур: памятники советской эпохи и периода соцреализма, не все связанные с политикой. Есть и работы отечественных авангардистов и современных художников, а также паблик-арт. Среди посетителей популярны скульптуры «Дед Мазай и зайцы» Александра Таратынова, «Дон Кихот» Николая Силиса, «Альберт Эйнштейн и Нильс Бор» Владимира Лемпорта, «Туфельки» Дмитрия Тугаринова. Год от года коллекция пополняется.
Искусствовед и арт-критик Валентин Дьяконов видит недостаток «Музеона» в недостаточном присутствии современного искусства:

Те работы, что можно увидеть на «кладбище» скульптур, «по большей части не представляют никакой ценности, это обезличенная продукция, которой могло бы и не быть». Такое пространство, как парк «Музеон», можно было бы использовать для создания ретроспективной выставки российской скульптуры, которая бы объясняла широкой аудитории историю развития скульптуры от контррельефов Татлина до полуабстракций Горшкова.
- Степан Супрун
- Копия скульптуры «Стоять насмерть»
- Бюст И. В. Сталина
- Бюст К. В. Минкнера
- «Жертвам сталинских репрессий»
- «Победитель»
- «Апофеоз войны»
- «Крёстный путь» А.С.Григорьев
- «Дары волхвов»
- Музеон зимой

## Реконструкция
В 2011 году в Музеоне демонтировали незаконно установленные 40 памятников и 9 бюстов, среди которых были бюсты общественным деятелям, капитель и постамент скульптуры «Добрый Ангел Мира». С 2007 года на «Аллее меценатов» и «Аллее славы» без согласования с московскими властями появлялись бюсты предпринимателей и бизнесменов: директора магазина и владельца автосервиса. Их за деньги заказывали фонды «Меценаты столетия» и «Добрые люди мира», Международная академия меценатства и Академия общественных наук. Проверка Музеона проводилась в рамках преобразования парков Москвы под руководством Сергея Капкова, на тот момент главы департамента культуры.
После «зачистки» парка в 2012 году Сергей Капков сообщил о масштабной реконструкции Музеона. Концепцию парка разработал архитектор, профессор Московского архитектурного института Евгений Асс. Было предложено объединить Музеон и Крымскую набережную, где появились бы велосипедные и пешеходные дорожки. Это сделали в сентябре 2013 года. Также здесь установили деревянную лестницу с видом на набережную, соединяющую по диагонали Крымский вал и стрелку Болотного острова. Во время реконструкции планировалось создать единую зону отдыха и непрерывный прогулочный маршрут, соединяющий набережную в районе Воробьёвых гор с Третьяковской галереей в Лаврушинском переулке.
В Музеоне обновили набережные, фонтаны и кафе. На набережной высадили цветники из многолетников, имитирующие естественный ландшафт в городской среде. Установили скейтерские горки, скамьи и павильоны. Для уличных художников был выстроен новый «Вернисаж» с волнообразной крышей и просторными светлыми стендами.
В парке также построили «Инфобокс» архитектора Игоря Чиркина, где можно получить информацию о мероприятиях, заказать экскурсию и купить сувениры.
В 2016 году для Музеона дизайнеры Charsky studio разработали фирменный стиль и выпустили сувенирную продукцию.

## Настоящее время
На 2017 год Музеон представляет собой музей под открытом небом, выставочное пространство и место проведения праздников и прогулок, парк посещают более 2,5 млн людей в год. В парке проходят фотовыставки разных жанров и масштабов. На Крымской набережной продают картины, гравюры и другие произведения современных художников.
Также здесь проходили выставки Всероссийский музей декоративно-прикладного искусства, Политехнический музей, Музей космонавтики, Музей архитектуры им. А. В. Щусева, Центр фотографии имени братьев Люмьер, Фонд V-A-C и Музей современного искусства «Гараж» и другие. 15 февраля 2016 года в Парке искусств «Музеон» открыли годовой выставочный проект «Музей в Музеоне». В нём участвовали Музей изобразительных искусств имени А. С. Пушкина, Третьяковская галереи и другие галереи и музеи Москвы.
В 2012 году в «Музеоне» открыли павильон «Школа» для лекций на тему архитектуры, искусства и музыки. В парке организована зона свободного книгообмена — Библиотека Музеон, а летом работает кинотеатр под открытым небом. В точках проката инвентаря от Музеона до Воробьёвых гор можно арендовать ролики, велосипеды, самокаты, скейтборды и лонгборды.

## Мероприятия
Музеон — одно из центральных мест проведения городских фестивалей и праздников. Здесь проводят музыкальные мероприятия, например, Большой фестиваль московских школ искусств, где учат играть на музыкальных инструментах, диджеингу и мастер-классы по хореографии, живописи и театру. Ежегодно в Музеоне устраивают фестиваль авангардной музыки Fields, во время которого выступают музыканты разных направлений авангардной музыки: электроники, современной классики, фри-джаза и свободной импровизации. В 2016 году во время другого фестиваля — «Абрикос» — посетители увидели выступление ансамблей со всей России в народных одеждах и поучаствовали в спортивных единоборствах.
В 2013 году в парке прошел урок массажа, в котором участвовали 514 человек (257 массажисток и столько же клиентов), массовый урок был зафиксирован представителями книги рекордов Гиннеса. Урок массажа организовывала российская компания 7 Красок.
В августе 2016 года в парке проводили спортивный марафон «Urban tri». Все желающие плавали в установленном бассейне, занимались на тренажёрах и танцевали в специальной зоне. В апреле 2017 года в Музеоне открыли Кубок конфедераций по футболу. Почётным гостем стал чемпион мира по футболу в составе сборной Франции защитник Марсель Десайи. В мае этого же года в парке праздновали день танцев, где представители разных танцевальных стилей участвовали в баттле. В этот день также прошли мастер-классы, лекции и фотовыставка.
В одноимённом летнем кинотеатре в 2015 году состоялся фестиваль активистского документального кино «Делай фильм», в рамках которого показывали немые советские фильмы с живой музыкой. В 2016 году в парке открыли фестиваль современного кино Исландии, где демонстрировали работы Гримура Хаконарсона, Оускара Йоунассона и других.
На лето 2017 года в Музеоне был запланирован VI Международный фестиваль садов и цветов Moscow Flower Show с профессионалами ландшафтного дизайна, флористики и архитектуры из России, Великобритании, Голландии, Франции и Италии.

## Награды
- В 2013 году журнал «Большой город» признал «Музеон» лучшим местом для детей[46].
- В 2013 и 2014 года по версии журнала «Афиша» «Музеон» стал лучшим местом[46].
- В 2014 году по мнению читателей The Village «Музеон» стал лучшим общественным пространством Москвы[46].
- В 2014 году «Музеон» выиграл премию Geometria Focus Awards в номинации «Лучшая открытая площадка 2014»[46].
- В 2015 году «Музеон» занял десятое место в рейтинге самых популярных достопримечательностей за пределами США, представив столицу в шорт-листе рейтинга наряду с Московским Кремлём (третье место)[47].